# Judenäule
Das Judenäule ist eine Insel im Rhein bei Waldshut.

## Geographie
Das Judenäule war eine seit Jahrhunderten bekannte Rheininsel. Sie lag in der Gemarkung Waldshut der Stadt Waldshut-Tiengen, etwas oberhalb des Schweizer Dorfes Koblenz und gegenüber der linksrheinischen, etwas größeren Schweizer Insel Grien (Mühlegrien). Die Größe beträgt etwa 1,1 Hektar.
Im Gemarkungsplan der Stadt Waldshut von 1775 wurde mit einem Jauchert und 17 Ruten, das entspricht 3750 m², eine geringere Größe angegeben. Belegbar ab der 2. Hälfte des 17. Jahrhunderts, wurde es von den Schweizer Juden als Begräbnisstätte benutzt. Als die Tagsatzung den Juden 1750 erlaubte, zwischen Lengnau und Endingen einen Friedhof anzulegen, wurde das Judenäule immer weniger für Bestattungen benutzt. Nach dem Verschluss des Altrheinarmes durch den Bau einer Abschlussmauer im März 1850 verlandete die Insel mehr und mehr und geriet in Vergessenheit. 2002–2004 wurde sie renaturiert.

## Das Judenäule als Insel

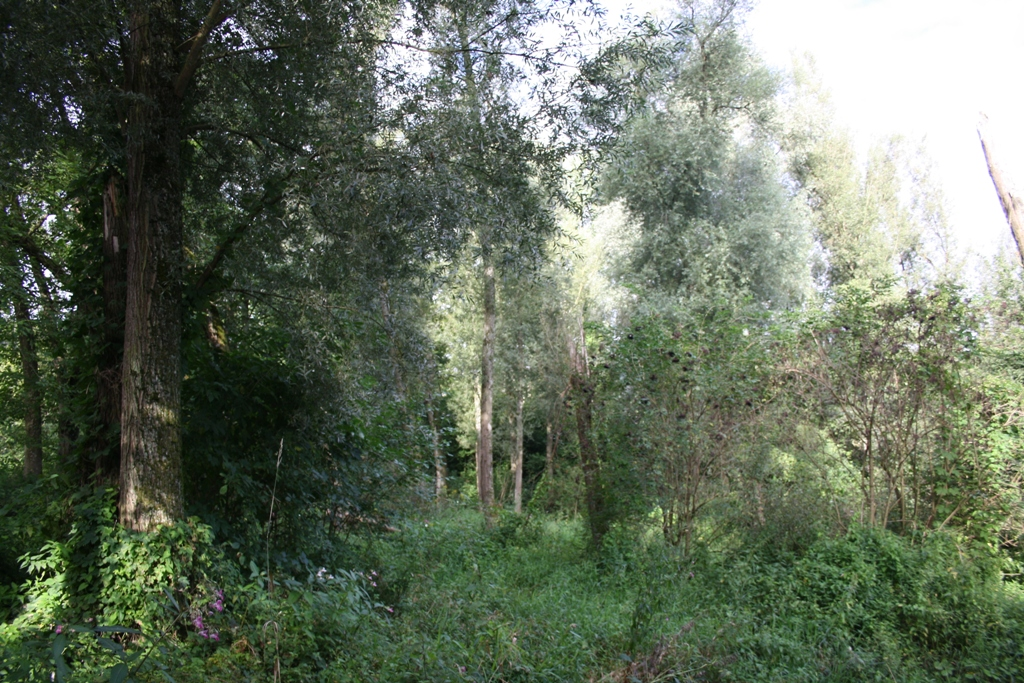
Die renaturierte Insel

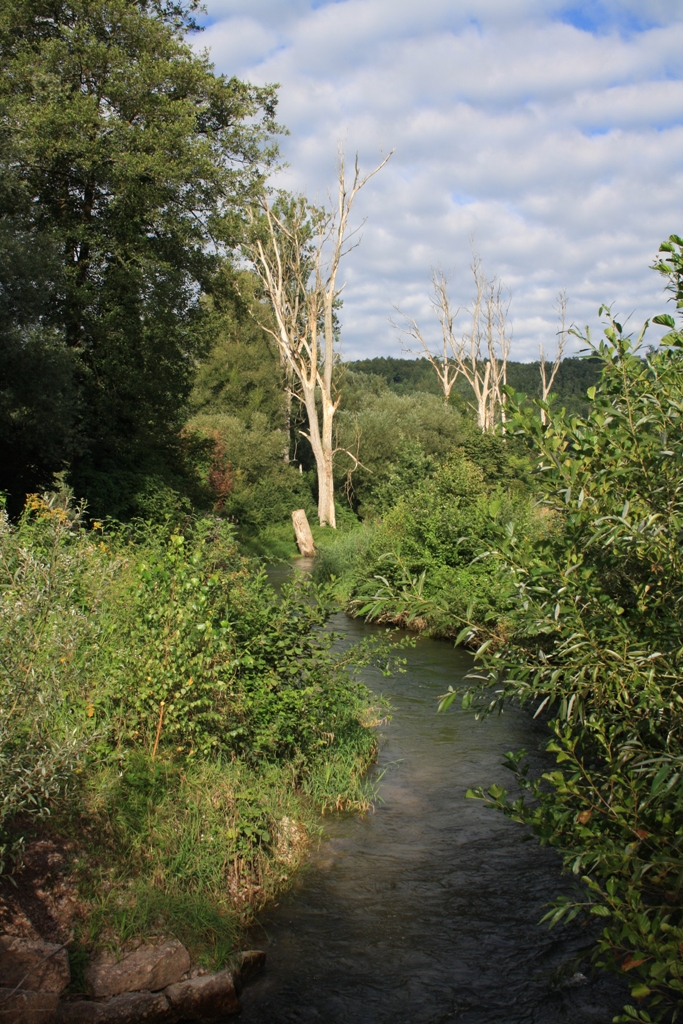
Der renaturierte Altrheinarm, mit Totholz (links die Insel, rechts Festland)

Die historische Insel dürfte nach Florence Guggenheim-Grünberg etwa 150 m lang und 40 m breit gewesen sein. Die Ost-West-Lage wurde in den Jahrhunderten durch Abtragungen und Anlandungen nur leicht verschoben. Auf einer im Generallandesarchiv in Karlsruhe erhaltenen Karte ist die Insel deutlich größer dargestellt mit einem schiffbaren nördlichen Rheinarm und hat fast rechteckiges Format. Möglicherweise hat das Hochwasser von 1750 größere Substanzverluste bewirkt als angenommen. Der größte menschliche Eingriff, die Verlandung des 30 m breiten westlichen Altrheinarmes durch eine Mauer ab 1850, wurde ab dem Spätjahr 2002 durch eine Renaturierungsmaßnahme rückgängig gemacht. Die Insel ist heute ein geschütztes Biotop in der Auenlandschaft des Rheines und ist für Besucher nicht zugänglich. Sie kann lediglich von einer Aussichtsplattform neben der Bundesstraße 34 besichtigt werden.

## Die israelitische Begräbnisstätte auf dem Judenäule
Im 17. Jahrhundert pachteten die Surbtaler Juden von der deutschen Stadt Waldshut den unteren Teil des Judenäule als Begräbnisplatz, da ihnen Bestattungen in der Eidgenossenschaft nicht erlaubt waren. Der erste erhaltene Pachtbrief datiert vom 27. Juli 1689. Eine Auflistung einer Pacht von 4 fl. für das laufende Jahr für  die „gemeinen Juden zuo Lenglaw unnd andere … dene grebtnuss unden am spitz in gemeltem Kessel Eüwlin“ ist 1663 in dem Urbar der Stadt Waldshut aufgeführt. Die Jahresangabe 1603, angegeben in Birkenmayers Kurzer Geschichte der Stadt Waldshut, ist nicht durch Quellen belegt. Der Aufwand, einen Verstorbenen aus den Dörfern Lengnau und Endingen zum Friedhof zu bringen, war groß. Zunächst war eine ca. dreistündige Fahrt mit dem Fuhrwerk bis an den Rhein bei Koblenz notwendig. Danach musste die Beerdigungsgesellschaft ans deutsche Ufer übersetzen und konnte von dort auf das Judenäule gelangen. Da die Insel immer wieder durch Hochwasser in Mitleidenschaft gezogen wurde, baten die Surbtaler Juden im Jahre 1750 die Tagsatzung um die Erlaubnis, zwischen ihren Dörfern einen Friedhof errichten zu dürfen.

## Das Judenäule ab 1750
Nach der Errichtung des jüdischen Friedhofs in Endingen wurde das Judenäule kaum noch als Begräbnisstätte genutzt, blieb aber für die Totenehrung wichtig. Die Aargauer Juden besuchten die Insel am Todestag ihrer Verstorbenen und später vor den jüdischen Feiertagen im Herbst. Am 29. November 1813 wurde die Insel von den Gemeinden Lengnau und Endingen „für ewige Zeiten“ gekauft. Die Insel verblieb laut Vertrag allerdings auf alle Zeit in der Gemarkung und unter der Jurisdiktion der Stadt Waldshut. Im Umgang mit dem Judenäule zeigt sich auch die schwierige Situation für die Juden in der damaligen Zeit. Als der Zürcher Rabbiner Alexander Kisch um 1880 versuchte, den verwilderten Begräbnisort wieder herzurichten, erklärte sich weder die badische noch die aargauische Regierung für zuständig. Beide betrachteten die Insel als nicht zu ihrem Territorium gehörend. 1850 wurde der Rheinarm, der das Judenäule vom badischen Ufer trennte, abgeriegelt, sodass die Rinne verlandete und die Insel mit dem gegenüberliegenden Land verbunden war.
Aber noch immer waren die Gräber und einige alte Grabsteine vorhanden. Als 1899 ein neues Grundbuch für die Stadt Waldshut erstellt wurde, entging das Aufgebot der israelitischen Seite. Die Insel fiel daher an den badischen Fiskus. 1925 waren große Teile des Friedhofes durch Vandalismus und durch Entwendung von Grabsteinen für Bauzwecke beschädigt, der Friedhof wurde daher unter den Schutz des Bezirksamtes gestellt. Eine geplante Rheinregulierung und der Bau eines Hafens für eine nahegelegene Industrieanlage bedrohten 1953 die Insel. 1954/1955 wurden schließlich die Toten aus 85 Gräbern auf den jüdischen Friedhof nach Endingen überführt und 14 der noch Bestattungen zuordnungsbare Grabsteine dort entlang der Friedhofsmauer aufgestellt. Der älteste erhaltene Grabstein der Frau Mirjam, Tochter des Josef von 1674 heute ebenfalls in Endingen/Lengnau wurde zunächst im Museum von Aarau aufbewahrt. Weitere Fragmente befinden sich im Heimatmuseum Waldshut „Alte Metzig“.
Das Judenäule wurde im Rahmen eines Renaturierungsprojektes 2003 bis 2004  wieder als Insel hergestellt. Ein 400 m langer Altrheinarm trennt heute wieder die Insel vom deutschen Rheinufer.

## Die Judeninsel in der St.-Verena-Sage
Florence Guggenheim-Grünberg geht aufgrund der Grabungen davon aus, dass die Särge aufgrund des hohen Grundwasserspiegels sehr oberflächlich in eine Tiefe von etwa 0,5 bis 0,8 m versenkt wurden. Darauf deutet auch ein Abschnitt in der lokalen St.-Verena-Sage, die bei Rochholz abgedruckt ist. Die Bevölkerung von Koblenz bittet die auf einem Mühlstein den Rhein aufwärts fahrende Heilige um die Hilfe, sie von einer Seuche zu befreien, die durch die auf der Insel schlecht bestatteten Juden aus ganz Deutschland verursacht wurde: „Allein die Leichen waren so übel bestattet, und nur leicht im Flussande verscharrt, dass die Luft davon verpestet worden war und eine Seuche ringsum in der Gegend wütete.“ Die Ankunft der Heiligen stoppte die Seuche unverzüglich. Der Ursprung der Legende ist daher nicht in die Lebenszeit der Heiligen im 4. Jahrhundert, sondern in das 17. bis 18. Jahrhundert zu legen.

## Die Judeninsel und der Schiffbruch von Koblenz
Am 24. September 1770 um 14 Uhr kenterte die Koblenzer Wagenfähre mit 80 Fahrgästen, die vom Markttag in Waldshut kamen. Lediglich 4 Passagiere konnten sich retten. Unter den Toten waren auch 14 jüdische Männer aus Endingen und Lengnau. Aufgrund der schwierigen Identifizierung der Leichen gab der Surbtaler Rabbiner ein Rechtsgutachten bei dem Fürther Gelehrten und Rabbiner Josef Steinhard in Auftrag, da die Wiederverheiratung der Witwen geregelt werden musste. Der Rabbiner und Schriftsteller Meyer Kayserling verfasste 1871 das Gedenkblatt Die Judeninsel und der Schiffbruch von Koblenz zum Unglück.

## Die Grabungskampagnen von 1954 und 1955
Florence Guggenheim-Grünberg glaubte, der Bestand der gesamten Judeninsel sei durch eine geplante Regulierung des Rheins und die dazu beabsichtigte Anlage eines Industriehafens gefährdet. Daher wurde eine erste Grabung vom 25. November bis zum 2. Dezember 1954 unter der Leitung des Aargauer Kantonsarchäologen Reinhold Bosch durchgeführt. Es wurden sieben teils fragmentarische Grabsteine mit den dazugehörigen Gräbern geborgen. Die Gräber lagen in einer Tiefe bis 1,10 Meter. Unter der Annahme der zwischenzeitlichen Anlagerung einer Sedimentschicht von 30 cm wurden die Särge bei den ursprünglichen Bestattungen wegen des Grundwasserspiegels lediglich in 50 bis 80 cm Tiefe begraben. Die sterblichen Überreste wurden nach Endingen überführt und am 19. Dezember 1954 erneut auf dem jüdischen Friedhof Endingen-Lengnau beigesetzt. Sondierungen hatten jedoch Hinweise auf etwa 40 weitere Gräber ohne Grabsteine ergeben. In einer zweiten Grabungskampagne vom 20. Juni bis zum 8. Juli 1955 und einer dritten Kampagne vom 19. bis zum 22. September 1955 wurden weitere 74 Gräber gefunden und geborgen. Sechs weitere Grabsteine wurden gefunden. Das überwiegende Fehlen von Grabsteinen gab zur Vermutung Anlass, dass, wie auf dem jüdischen Friedhof von Gailingen nachgewiesen, auch hölzerne Grabdenkmäler in Gebrauch waren. Die abschließende Beisetzung auf dem Friedhof Endingen-Lengnau fand am 29. September 1955 statt.
Das aufgefundene Gräberfeld lag ausschließlich an der westlichen Spitze der Insel und hatte eine Ausdehnung von 36 m mit einer Basis von 18,5 m. Die Gräber waren mit einer Ausnahme alle streng geostet, mit Grabstein und Kopf im Westen. Im Kopfbereich fanden sich glasierte Keramikscherben des 17. und 18. Jahrhunderts, die man den Toten nach altem jüdischem Brauch auf Augen und Mund gelegt hatte. Am südlichen Ufer wurde in 30 cm Tiefe auf dem Niveau des 18. Jahrhunderts der gepflasterte Friedhofsweg aus Bollensteinen mit einer Breite von 1,60 m entdeckt. An Artefakten wurde ein Eisenpickel aus der Zeit um 1700, drei Maletschlösser und einige Sargnägel gefunden.

## Die einzelnen erhaltenen Grabsteine
- I der Mirjam, Tochter des Josef sel., gestorben am 21. Kislew 435 nach der kleinen Zählung (= 20. Dezember 1674 heute)  zuvor Stadtmuseum Aarau, heute jüdischer Friedhof Endingen-Lengnau
- II des Nathanael, Sohn des Samuel sel.,  gestorben am 9. Cheschwan 436 (= 29. Oktober 1675), heute jüdischer Friedhof Endingen-Lengnau
- III  (Fragmente) des Jakob Guggenheim…, gestorben um 1690, heute jüdischer Friedhof Endingen-Lengnau
- IIIa Fragmente, unbekannt, Verbleib unbekannt
- IV  (Fragmente) der Bathschewa Mirjam, Tochter des Elischa Isaak,  gestorben am 2. Feiertag Schawuoth 450 (= 15. Mai 1690), heute jüdischer Friedhof Endingen-Lengnau
- V  des Josef Sohn des Rabbi Isaak Pikart, gestorben am heiligen Sabbat, 12. Nissan 459 (= 11. April 1699), heute jüdischer Friedhof Endingen-Lengnau
- VI  der Edel, Tochter des Moses Menachem sel., gestorben am 15. Ab 468 (= 1. August 1708), heute jüdischer Friedhof Endingen-Lengnau
- VII  Fragmente, unbekannt, Sohn des Josef sel., Datierung nicht möglich, heute jüdischer Friedhof Endingen-Lengnau
- VIII der Sarah, Tochter des Rabbi Isaak Pikart sel., gestorben am heiligen Sabbat, 8. Tamnus 476 (= 28. Juni 1716), heute jüdischer Friedhof Endingen-Lengnau
- IX der Lea, Tochter des Rabbi Moses Samuel Weil, gestorben am 23. Ijar 490 (= 10. Mai 1730), heute jüdischer Friedhof Endingen-Lengnau
- IXa Fragment, der Kela, Tochter des Rabbi Meir sel., Datierung nicht möglich, heute Museum Alte Metzig Waldshut
- X des Menachem, des Sohn des Josef (Guggen)heim, gestorben am 12.Chesch(wan) 493 (= 31. Oktober 1732), heute jüdischer Friedhof Endingen-Lengnau
- XI Fragment, unbekannt, Frau des Parnes Baruch, gestorben am 11. Kislew 495 (= 6. Dezember 1734), heute jüdischer Friedhof Endingen-Lengnau
- XII Fragment, der Kela, Frau des Parnes Moses Guggenheim, gestorben am Ijar 494 (= April/Mai 1734), heute jüdischer Friedhof Endingen-Lengnau
- XIII stark beschädigt, des Parnes Rabbi Jakob Saul, Sohn des Parnes Rabbi Mahram Guggenheim, gestorben am 2. Neumondstag Tamnes 501 (= 15. Juni 1741), heute jüdischer Friedhof Endingen-Lengnau
- XIV des Samuel, Sohn des Isaak sel. Weil von Lengnau, gestorben am 16. Nissan  508 (= 14. April 1748), heute jüdischer Friedhof Endingen-Lengnau
- XV Fragmente, unbekannt, heute Museum Alte Metzig Waldshut
- XVI abgewittert, unleserlich, heute jüdischer Friedhof Endingen-Lengnau

Neben den an Mauer nördlich des Eingangs des Friedhofes Endingen-Lengnau aufgestellten Grabsteinen  wurde eine Tafel abgebracht: „In dieser Gräberreihe ruhen die Gebeine aargauischer Juden, die auf der ‚Judeninsel‘ im Rhein bei Koblenz bestattet wurden (um 1650–1750). Ihre Überführung an diese Stätte erfolgte 1954/55.“